# Félix et Ciboulette
À tire-d'aile Kim et Clip
Félix et Ciboulette est une série télévisée québécoise en 870 épisodes de 25 minutes, diffusée du 13 juin 1983 au 2 juin 1989 à la Télévision de Radio-Canada.
Enregistrée dans les studios de Radio-Canada à Québec, elle a été diffusée durant la pause estivale de Bobino en 1983 et 1984, avant de prendre sa case horaire dès l'automne 1985 après la fin de Bobino. À l'automne 1989, l'émission Kim et Clip, aussi enregistrée à Québec, pris le relais.
Tout comme Bobino, l'émission occupait une case de 30 minutes, chaque épisode dure une quinzaine de minutes, parsemés de courts métrages d'animation variés.

## Synopsis
L'émission suit les péripéties de Ciboulette, une marionnette de chatte grise au rire caractéristique, avec de grands yeux jaunes, conçue par Josée Campanale et incarnée et manipulée par Diane Garneau), et de Félix, incarné par Jean-François Gaudet, dans son atelier du Vieux-Québec. Félix est tantôt bricoleur, tenant un potager, et prêt à tout pour amuser Ciboulette.

## Production
Les textes et idées originales sont de Louise Gamache, qui a écrit pendant 7 ans, aidée de collaborateurs et scénaristes dont André Jean et Nicole-Marie Rhéault.
Les marionnettes de Ciboulette et Noirot sont une création de Josée Campanale. La série mettait en vedette Jean-François Gaudet (Félix), Diane Garneau (Ciboulette), Denis Bernard (Raymond), Céline Bonnier (Ève) et Ginette Guay (Noiraud). Il y avait aussi souvent mention de l'amie de Ciboulette, Mirelle, mais n'a jamais été présenté à l'écran.
Très peu d'enregistrements d'épisodes semblent avoir été conservés.

## Personnages
Les comédiens sont tous issus de Québec, tous sortis du Conservatoire d'art dramatique de Québec[réf. nécessaire].
- Raymond (Denis Bernard), ami de Félix habitant à l'île d'Orléans et son camion Stop
- Ève (Céline Bonnier) - nouvelle arrivée dans le quartier, une voisine et amie de Félix
- Le chien Noiraud est manipulé par Ginette Guay
- Mireille - amie de Ciboulette jamais vue à l'écran

## Distribution
- Jean-François Gaudet : Félix
- Diane Garneau : voix de Ciboulette
- Denis Bernard : Raymond
- Céline Bonnier : Ève
- Ginette Guay : voix de Noiraud

## Fiche technique
- Scénarisation : André Jean
- Réalisateur : Christian Martineau
- Costumes, accessoires : Denis Denoncourt, Luce Pelletier